# Anemia nana
Anemia nana là một loài dương xỉ trong họ Anemiaceae. Loài này được Baker mô tả khoa học đầu tiên năm 1893.